# Pseudachloa leonina
Pseudachloa leonina är en skalbaggsart som beskrevs av Louis Albert Péringuey 1904. Pseudachloa leonina ingår i släktet Pseudachloa och familjen Melolonthidae. Inga underarter finns listade i Catalogue of Life.